# باشگاه ورزشی ویاننسی
باشگاه ورزشی ویاننسی (به پرتغالی: Sport Clube Vianense) که معمولاً به عنوان ویاننسی شناخته می‌شود، یک باشگاه فوتبال پرتغالی است که در ویانا دو کاستلو در ناحیه ناحیه ویانا دو کاستلو واقع شده است. این باشگاه در سال ۱۸۹۸ تأسیس شد و یکی از قدیمی‌ترین باشگاه‌های پرتغال است. آنها مسابقات خانگی خود را در ورزشگاه دکتر ژوزه د ماتوش در ویانا دو کاستلو انجام می‌دهند. این استادیوم گنجایش ۳٬۰۰۰ تماشاگر را دارد.
این باشگاه به اتحادیه فوتبال ویانا دو کاستلو وابسته است و در مسابقات قهرمانی این منطقه شرکت کرده است. این باشگاه همچنین بارها وارد مسابقاتجام حذفی فوتبال پرتغال شده است که با نام تاسا دا پرتغال شناخته می‌شود. در سال ۱۹۲۴، ویاننسی به نیمه نهایی نسخه قبلی کامپیوناتو پرتغال رسید.
در سال ۲۰۲۲، ۸۰٪ از سهام تیم فوتبال توسط گری راولینو، مالک تیم کانادایی اسکروسوپپی از لیگ۱ انتاریو، خریداری شد و ۲۰٪ باقی مانده برای باشگاه باقی مانده است.

## افتخارات
- ترسیرا دیویسائو: ۱۹۹۸/۹۹ (سری آ)
- کامپیوناتو ویانا دو کاستلو: ۱۹۲۳/۲۴، ۱۹۲۴/۲۵، ۱۹۲۵/۲۶، ۱۹۲۶/۲۷، ۱۹۲۷/۲۸، ۱۹۲۸/۲۹، ۱۹۲۹/۳۰، ۱۹۳۰/۳۱، ۱۹۳۱/۳۲، ۱۹۳۲/۳۳، ۱۹۳۳/۳۴، ۱۹۳۴/۳۵، ۱۹۳۵/۳۶، ۱۹۳۶/۳۷، ۱۹۳۹/۴۰، ۱۹۴۰/۴۱، ۱۹۴۱/۴۲